# Флаг Шарканского района
Флаг Шарканского района — официальный символ муниципального образования «Шарканский район» Удмуртской Республики, утверждённый 26 июня 2003 года.

## Описание
Флаг представляет собой прямоугольное полотнище с соотношением сторон 2:3, состоящее из трёх равновеликих вертикальных полос:
- Зелёная (у древка) — символизирует природные богатства
- Белая (центральная) — олицетворяет чистоту
- Жёлтая (свободный край) — обозначает процветание

В центре расположена композиция:
- Восьмиконечный солярный знак (удм. толэзё) диаметром 1/2 ширины полотнища
- Стилизованные изображения:

```
 * 
Ель
 зелёного цвета
 * 
Колос
 жёлтого цвета
 * 
Нефтяная вышка
 чёрного цвета
```

## Символика
Элементы флага отражают:
- Солярный знак — традиционный удмуртский оберег:

```
 * Красные лучи — энергию солнца
 * Чёрный луч — плодородие земли
```

- Природные ресурсы:

```
 * Ель — лесные богатства (леса занимают 42% территории района)
 * Колос — развитое сельское хозяйство
 * Нефтяная вышка — месторождения нефти
```

## Правовой статус
Флаг утверждён решением Шарканского районного Совета депутатов № 195 от 26 июня 2003 года. Внесён в Государственный геральдический регистр Российской Федерации под номером 1200 (номер требует официального подтверждения).